# Kuckucksente

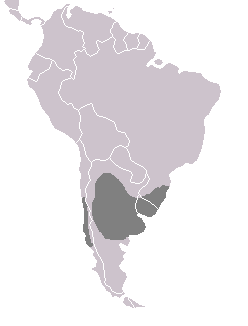
Verbreitungsgebiete (dunkel) der Kuckucksente

Die Kuckucksente (Heteronetta atricapilla) ist eine südamerikanische Art, die der Unterfamilie der Ruderenten zugerechnet wird. Sie ist der einzige echte Brutschmarotzer unter den Entenvögeln und die einzige brutschmarotzende Art, deren Küken Nestflüchter sind. Ihr brutschmarotzendes Verhalten ist seit 1918 bekannt, lange Zeit hielt man die Kuckucksente jedoch für einen fakultativen Brutschmarotzer, der nur gelegentlich Eier in die Nester anderer Vogelarten legt. Erst gegen Ende der 1960er Jahre erkannte man, dass die Kuckucksente ein obligatorischer Brutschmarotzer ist, der niemals seinen Nachwuchs selbst groß zieht. Zu den weiteren ungewöhnlichen Merkmalen dieser Entenart zählt, dass die Weibchen deutlich größer sind als die Männchen. Auch dieses Merkmal ist bei keiner anderen Entenart zu finden. Die Art ist monotypisch.
Innerhalb der Unterfamilie der Ruderenten gilt diese Art als die ursprünglichste. Die Ente weist eher Gestaltmerkmale einer Tauchente auf. Ihr fehlen die für Ruderenten charakteristischen steifen Schwanzfedern und der klobige Schnabel.
Die Bestandssituation der Kuckucksente wird von der IUCN mit „nicht gefährdet“ (least concern) angegeben.

## Beschreibung
Die Männchen der Kuckucksente wiegen durchschnittlich 512 Gramm, die Weibchen sind im Schnitt 10 Prozent schwerer und wiegen 562 Gramm.
Die Erpel der Kuckucksenten tragen ein Jahreskleid, bei dem Kopf und Hals schwarz und Kinn sowie Kehle weißfleckig gefiedert sind. Das Rückengefieder ist schwarzbraun. Der Schnabel ist im Nagel und im Firstbereich schwarz. Die Seiten sind hellblau. Die Schnabelbasis ist während der Fortpflanzungszeit rot.
Weibliche Kuckucksenten haben einen dunkelgrauen Oberkopf. Die Kopfseiten sind grauweiß; über den Augenbereich läuft ein heller Streifen. Die unteren Kopfseiten, das Kinn und die Kehle sind von einem hellen Grauweiß. Der Schnabelnagel und der First sind wie beim Männchen schwarz. Die Schnabelseiten sind graublau. Jungvögel ähneln dem Weibchen.
Die Kuckucksente ruft nicht häufig, die Rufe sind überwiegend auf weiche quick quwick quwick-Rufe beschränkt. Bei Störung fliegen sie anders als andere Ruderenten sehr schnell auf und fliegen mit schnellem Flügelschlag in einer Weise, die an Schwimmenten erinnert.

## Lebensraum und Lebensweise
Das Verbreitungsgebiet der Kuckucksente erstreckt sich vom zentralen Chile bis Paraguay und das südliche bis zentrale Gebiet Argentiniens.
Kuckucksenten leben paarweise oder in Kleingruppen am Rand des Schilfgürtels von kleinen Tümpeln und Sümpfen in baumarmen Regionen. Die größte Populationsdichte von Kuckucksenten gibt es in der Provinz Buenos Aires sowie in Córdoba in Argentinien. Kuckucksenten sind grundsätzlich Standvögel. Zu Wanderungen kommt es bei Trockenzeiten.
Kuckucksenten sind an Frischwasser gebunden und nutzen solche Gewässer, die an den Ufersäumen dicht mit Simsen bestanden sind sowie auf dem Wasser freiflutende Wasserpflanzen wie beispielsweise Wasserlinsengewächse aufweisen. Außerhalb der Fortpflanzungszeit sind sie auch an größeren Seen und in Wassergräben entlang von Straßen anzutreffen. Sie nutzen dann auch gelegentlich überflutete Felder und Stauseen.
Die Nahrung der Kuckucksenten ist überwiegend pflanzlich.

## Fortpflanzung
Weller vertrat die Ansicht, dass der für Entenvögel ungewöhnliche umgekehrte Gewichtsunterschied zwischen männlichen und weiblichen Kuckucksenten nicht eindeutig auf die Entwicklung des Brutparasitismus bei dieser Art zurückzuführen sei. Die größere Körpermasse befähigt jedoch das Weibchen, eine vergleichsweise große Anzahl an Eiern zu legen.
Die Brutzeit ist abhängig von den Fortpflanzungsperioden der Wirtsvögel. In der Region um Buenos Aires fällt die Brutperiode im Frühling beispielsweise in die Monate September bis Mitte Dezember und entspricht damit der der Rosenschnabelente, einer der wesentlichen Wirtsvogelarten. Die Eier sind oval und weiß bis isabellfarben gefärbt. Sie sind kaum von denen der Rosenschnabelente zu unterscheiden.
Parasitiert werden neben der Rosenschnabelente unter anderen Blässhühner, Ibisse, Möwen sowie Chimangokarakaras, wenn diese am Boden brüten. Weller zählte insgesamt 14 verschiedene Wirtsvogelarten. Die wichtigsten Wirtsvögel sind Gelbschnabel-Blässhuhn, Rotstirn-Blässhuhn sowie die Rosenschnabelente. Der Brutparasitismus hat bei diesen Arten keinen negativen Einfluss auf die Reproduktionsrate der Wirtseltern oder schmälert diese nur geringfügig. Kuckucksenten entfernen anders als viele brutschmarotzende Vogelarten kein Ei aus dem Nest des Wirtsvogels. Die Küken sind Nestflüchter, die innerhalb eines oder zweier Tage das Nest verlassen und nicht mit ihren Nistgeschwistern um Nahrung konkurrieren. Weller bezeichnete die Kuckucksente daher als den Brutschmarotzer, der den Brutparasitismus perfektioniert habe.
Vergleichsweise ungewöhnlich für einen Brutschmarotzer ist, dass die Kuckucksente nach bisherigem Erkenntnisstand mehrere Eier in die Nester von Wirtsvögeln legt. Zahlreiche brutschmarotzende Arten begrenzen dies auf ein Ei – bei diesen konkurrieren die Nestlinge mit den Nistgeschwistern aber auch um Nahrung. Auffallend ist weiter, dass die Kuckucksente auch immer wieder Eier in Nester von Arten legt, bei denen ein geringer Erfolg darauf besteht, dass die Küken lebend das Nest verlassen. Sowohl der Maguaristorch als auch der Chimangokarakara zählen zu den Arten, die Prädatoren von Kuckucksentenküken sind. Kuckucksenten legen zwar bevorzugt ihre Eier in Nester, in denen bislang nur ein Ei liegt. In einer einzelnen Untersuchung galt dies für 73 Prozent aller von der Kuckucksente parasitierten Nester. Es kommt aber auch vor, dass sie Eier in solche Gelege legen, bei denen die Brut bereits weit vorangeschritten ist, so dass nur eine geringe Chance besteht, dass das Ei ausgebrütet wird. Kuckucksentenküken schlüpfen nach einer Brutzeit von 24 bis 25 Tagen. Die beiden Blässhuhnarten, die die bevorzugten Wirtsvogelarten sind, brüten vom Beginn der ersten Eiablage 28 bis 29 Tage beziehungsweise rund 25 Tage nach der Ablage des letzten Eis.
Während Rosenschnabelenten kein Abwehrverhalten gegenüber dem Brutparasitismus durch die Kuckucksenten zeigen, ist dies bei den beiden häufiger parasitierten Blässhuhnarten sehr wohl zu finden. Die beiden Blässhuhnarten, die zu den wesentlichen Wirtsvögeln zählen, bedecken in ihren Nestern die Eier mit Nistmaterial oder legen ihre Eier auf eine Schicht von Kuckucksenteneiern.
Bei in menschlicher Obhut gehaltenen Kuckucksenten konnte man ihr Legeverhalten genauer beobachten: Der Erpel schwimmt schnell und drohend auf ein Nest zu, so dass die Wirtsente das Nest verlässt. Das Weibchen der Kuckucksente legt dann innerhalb weniger Minuten ihr Ei in das Nest. Zu Eiablagen kam es immer nur, wenn in der Anlage Wirtsvögel nisteten. Schlüpfende Küken der Kuckucksenten verlassen das Nest und schließen sich einem kükenführenden Entenweibchen an. Dabei spielt es keine Rolle, welcher Art das Entenweibchen angehört.

## Haltung in Europa
Die ersten Kuckucksenten, die nach Europa gelangten, wurden 1957 von Hagenbecks Tierpark erworben. Die Welterstzucht gelang 1977 dem britischen Wildfowl Trust. Die ersten deutschen Nachzuchten erfolgten 1986 im Zoo Wuppertal und dem Tierpark Berlin. Insgesamt wurden bis zur Jahrtausendwende in Europa jedoch nur sehr wenige Kuckucksenten gehalten.

## Etymologie und Forschungsgeschichte
Die Erstbeschreibung der Kuckucksente erfolgte 1841 durch Blasius Merrem unter dem Namen  Anas atricapilla. Merrem bezog sich auf Trivialnamen Pato del cabeza negral den Félix de Azara 1805 in seinem Werk Apuntamientos para la historia natural de los páxaros del Paragüay y Rio de la Plata verwendete. Als Verbreitungsgebiet gab er den Buenos Aires an. 1866 führte Tommaso Salvadori die für die Wissenschaft neue Gattung Heteronetta  für die Kuckucksente ein. Dieser Begriff leitet sich von dem altgriechischen Wort ἑτερος heteros für „unterschiedlich“ und νηττα nētta für „Ente“ ab. Der Artname »atricapilla« ist ein lateinisches Wortgebilde aus ater für schwarz und capillus für Haar. Alfred Laubmann beschrieb in seinem Werk Die Vögel von Paraguay, dass ein Vorkommen in Paraguay zum damaligen Zeitpunkt nicht gesichert wäre. Außerdem erwähnte er, dass Herbert Friedmann erstmals über Brutparasitismus der Kuckucksente berichtete.